# Cornelia Ernst
Cornelia Ernst (née le 30 novembre 1956) est une femme politique allemande, membre du parti Die Linke. Elle est députée européenne de 2009 à 2024.

## Biographie
Elle est élue en 2009 au Parlement européen et réélue en 2014 et 2019. Elle fait partie du groupe gauche unitaire européenne/Gauche verte nordique. Elle est membre de la commission des libertés civiles, de la justice et des affaires intérieures et vice-présidente de la délégation pour les relations avec l'Iran.